# Françoise Leclercq
Pour les articles homonymes, voir François Leclerc, Françoise Leclerc (marchande) et Françoise Leclerc.
Françoise Leclercq, née le 10 février 1908 à Hem (Nord) et morte le 21 juin 1983 à Paris (13e), est une résistante française et membre du Parti communiste français qui dirigea l'Union des femmes françaises.

## Biographie

### Famille
Françoise Leclercq est issue d'une famille nombreuse, catholique et aisée. Son père, Louis François Joseph Leclercq, est un important patron d'usine textile,.

### Seconde guerre mondiale
Françoise Leclercq participe a de nombreuses activités de résistance telles que l'organisation de réunions, et de planques. Elle est également agent de liaison d'Henri Rol-Tanguy. L’état-major des Francs-tireurs partisans du Front national se trouve dans son appartement, qui sera utilisé abondamment par les Forces françaises de l'intérieur à la libération de Paris.
Elle est décorée de la croix de guerre pour son action au sein de la résistance.

### Engagement militant
En 1945, au Congrès international des femmes qui crée la Fédération démocratique internationale des femmes (FDIF), Françoise Leclercq devient membre de son comité exécutif. Elle appelle durant ce congrès à la fin de l'Espagne franquiste.
Elle est élue conseillère municipale communiste pour le 18e arrondissement de Paris en 1945.
En 1946, la FDIF envoie une délégation, dont elle fait partie, en URSS.
En compagnie de Jeannette Vermeersch, elle prend part au 3e congrès de l'Union des femmes françaises (UFF) à Marseille en juin 1949. Elle occupe le poste de secrétaire de l’UFF puis est élue vice-présidente en 1952 jusqu’en 1963.
En janvier 1950, Jeannette Vermeersch, Marie-Claude Vaillant-Couturier et Françoise Leclercq participent à la conférence des femmes d'Asie à Pékin, en Chine populaire.
Le 30 septembre 1950, elle donne un discours lors de la journée mondiale contre la misère et la guerre avec Claudine Chomat, Jeannette Vermeersch et d'Andrée Marty-Capgras.
Dans le cadre de son rôle de vice-présidente de l’association France-Vietnam, elle visite le Viêt Nam en 1955 avec un groupe de l'UFF.
Elle part vivre à Aix-en-Provence en 1957 et son activité militante diminue. Elle abandonne sa participation à l’UFF en 1965 et quitte le PCF en 1978 après en avoir été membre 25 ans.

### Vie privée

Francoise Leclercq et deux de ses enfants en première page du magazine Femmes françaises de février 1952.

Françoise Leclercq se marie jeune . Elle se sépare de son mari et déménage à Paris. Elle a eu six enfants. Son souvenir est évoqué dans le livre de Paul Thorez, "Une voix presque mienne" (Gallimard).

## Distinction
- Croix de guerre 1939–1945